# مدار چوا
مدار چوآ (به انگلیسی: Chua's circuit) یک مدار الکتریکی ساده است که رفتار آشوبناک دارد. این مدار توسط لئون چوآ در سال ۱۹۸۳ میلادی معرفی شد. این مدار غیرخطی به عنوان مثالی عالی از سیستم‌های آشوبناک شناخته می‌شود.

ساختار دیود چوآ در مدار چوآ

## شرایط آشوب
یک مدار ساخته شده از قطعات استاندارد و پایه شامل مقاومت و خازن و سلف برای داشتن رفتار و خروجی آشوبناک باید سه شرط زیر را داشته باشد:
1. یک یا تعداد بیشتری عنصر غیر خطی
2. حداقل یک مقامت فعال محلی وجود داشته باشد.
3. سه یا تعداد بیشتری عنصر ذخیره‌کننده انرژی (خازن و سلف) وجود داشته باشد.

مدار چوا ساده‌ترین مداری است که این خصوصیات را دارد. در مدار شکل یک عناصر ذخیره‌کننده انرژی شامل خازن‌های C1,C2 و سلف L است. مقاومت غیرخطی و فعال سمت راست همان عنصر غیرخطی و مقاومت فعال محلی موردنیاز است. برای ساخت این عنصر غیرخطی از دیود چوا که مداری فعال ساخته شده از دیود و مقاومت و تقویت‌کننده عملیاتی است، استفاده می‌شود. مدار دیود چوا به صورت تجاری به فروش نمی‌رسد.

### مدل سازی
با کمک قوانین مداری کیرشهف رفتار دینامیکی مدار چوا را توسط سه معادله دیفرانسیل جزئی برحسب ولتاژهای دوسر خازن‌های C1,C2 و جریان سلف L می‌توان نوشت. لیساژو حاصل از ولتاژ و جریان‌های گفته شده در بالا را توصیف چوا یا دبل-اسکرول می‌گویند. اسکرول مجموعه‌ای از دایره‌های هم مرکز است. امروزه انواع دیگری از مدارات چوا کشف شده‌اند. و مدارات چوا توسط شبکه‌های سلولی غیرخطی چند لایه‌ای که اختراع دیگر چوآ است، امروزه عملی و کاربردی شده‌اند.